# Ahmed Kutucu
Ahmed Kutucu, né le 1er mars 2000 à Gelsenkirchen, est un footballeur international turc qui évolue au poste d'attaquant à Galatasaray SK.

## Biographie

### En club

#### Débuts et formation (2003-2018)
Ahmed Kutucu naît le 1er mars 2000 à Gelsenkirchen de parents originaires de Turquie.
Il commence le football très tôt à l'âge de 3 ans au Sportfreunde Haverkamp 69 e.V., un petit club de quartier de Gelsenkirchen.
En 2006, il rejoint le club de la ville voisine, le Rot-Weiss Essen. À 11 ans, il est repéré par Schalke 04 et intègre la Knappenschmiede, le célèbre centre de formation du club de la Ruhr.
Très bon dans les catégories de jeunes à Schalke, sa saison 2016-2017 est excellente. Il inscrit 10 buts avec les U17 en 22 matchs et délivre 8 passes décisives. Arrivé en U19 la saison suivante, Kutucu confirme en inscrivant 12 buts et 8 passes en 26 matchs.
Lors du début de saison 2018-2019, ses bonnes performances avec les U19 interpellent Domenico Tedesco, qui le convoque régulièrement pour s'entraîner avec l'équipe première.

#### Schalke 04 (2018-2021)
Il dispute son premier match professionnel le 11 décembre 2018 en Ligue des champions face au Lokomotiv Moscou, en remplaçant Cedric Teuchert à la 72e minute (victoire 1-0).
Le 22 décembre 2018, il inscrit son premier but en Bundesliga face au VfB Stuttgart, tout juste après être entré en jeu.

### En sélection

#### Avec les moins de 17 ans (2017)
Avec les moins de 17 ans, il participe à la Coupe du monde des moins de 17 ans en 2017. Lors de cette compétition organisée en Inde, il joue trois matchs, inscrivant un but contre la Nouvelle-Zélande.

#### Avec les moins de 19 ans (2018)
L'année suivante, avec les moins de 19 ans, il dispute le championnat d'Europe des moins de 19 ans. Lors de cette compétition, il joue trois matchs, avec pour résultats trois défaites.

#### Avec les espoirs (depuis 2019)
Il est sélectionné pour la première fois avec les espoirs le 6 septembre 2019 face à l'Angleterre (défaite 2-3).

#### Avec les A (depuis 2019)
Il obtient sa première sélection le 17 novembre 2019 face à l'Andorre (victoire 0-2).

## Statistiques

### Statistiques détaillées
| Saison                | Club                   | Championnat           | Championnat | Championnat | Championnat | Coupe(s) nationale(s) | Coupe(s) nationale(s) | Coupe(s) nationale(s) | Compétition(s) continentale(s) | Compétition(s) continentale(s) | Compétition(s) continentale(s) | Compétition(s) continentale(s) | Total | Total | Total |
| Saison                | Club                   | Division              | M.          | B.          | P.d.        | M.                    | B.                    | P.d.                  | Comp.                          | M.                             | B.                             | P.d.                           | M.    | B.    | P.d.  |
| 2018-2019             | Schalke 04             | Bundesliga            | 13          | 2           | 0           | 2                     | 1                     | 1                     | C1                             | 1                              | 0                              | 0                              | 16    | 3     | 1     |
| 2019-2020             | Schalke 04             | Bundesliga            | 25          | 3           | 3           | 3                     | 0                     | 0                     | -                              | -                              | -                              | -                              | 28    | 3     | 3     |
| 2020-2021             | Schalke 04             | Bundesliga            | 7           | 0           | 0           | 1                     | 0                     | 0                     | -                              | -                              | -                              | -                              | 8     | 0     | 0     |
| Sous-total            | Sous-total             | Sous-total            | 45          | 5           | 3           | 6                     | 1                     | 1                     | -                              | 1                              | 0                              | 0                              | 52    | 6     | 4     |
| 2020-2021             | Heracles Almelo (prêt) | Eredivisie            | 15          | 0           | 2           | -                     | -                     | -                     | -                              | -                              | -                              | -                              | 15    | 0     | 2     |
| Sous-total            | Sous-total             | Sous-total            | 15          | 0           | 2           | -                     | -                     | -                     | -                              | -                              | -                              | -                              | 15    | 0     | 2     |
| 2021-2022             | Istanbul Başakşehir    | Süper Lig             | 3           | 0           | 0           | 1                     | 1                     | 0                     | -                              | -                              | -                              | -                              | 4     | 1     | 0     |
| Sous-total            | Sous-total             | Sous-total            | 3           | 0           | 0           | 1                     | 1                     | -                     | -                              | -                              | -                              | -                              | 4     | 1     | 0     |
| 2021-2022             | SV Sandhausen (prêt)   | 2.Bundesliga          | 10          | 1           | 0           | -                     | -                     | -                     | -                              | -                              | -                              | -                              | 10    | 1     | 0     |
| 2022-2023             | SV Sandhausen (prêt)   | 2.Bundesliga          | 22          | 2           | 1           | 2                     | 1                     | 1                     | -                              | -                              | -                              | -                              | 24    | 3     | 2     |
| Sous-total            | Sous-total             | Sous-total            | 32          | 3           | 1           | 2                     | 1                     | 0                     | -                              | -                              | -                              | -                              | 34    | 4     | 1     |
| 2023-2024             | Eyüpspor               | TFF First League      | -           | -           | -           | -                     | -                     | -                     | -                              | -                              | -                              | -                              | 0     | 0     | 0     |
| Sous-total            | Sous-total             | Sous-total            | 0           | 0           | 0           | 0                     | 0                     | 0                     | -                              | 0                              | 0                              | 0                              | 0     | 0     | 0     |
| Total sur la carrière | Total sur la carrière  | Total sur la carrière | 95          | 8           | 6           | 9                     | 2                     | 1                     | -                              | 1                              | 0                              | 0                              | 105   | 10    | 7     |